# Neusalza-Spremberg
Neusalza-Spremberg é uma cidade da Alemanha localizada no distrito de Görlitz, região administrativa de Dresden, estado da Saxônia.
Pertence ao Verwaltungsgemeinschaft de Neusalza-Spremberg.